# Sociedade Esportiva Matonense
La Sociedade Esportiva Matonense, nota anche semplicemente come Matonense, è una società calcistica brasiliana con sede nella città di Matão, nello stato di San Paolo.

## Storia
Il club è stato fondato il 24 maggio 1976. La Matonense ha vinto il Campeonato Paulista Segunda Divisão nel 1995, il Campeonato Paulista Série A3 nel 1996 e il Campeonato Paulista Série A2 nel 1997. Il club prese parte al Campeonato Brasileiro Série C nel 1998, dove fu eliminato nella prima fase. La Matonense raggiunse il secondo turno del Modulo Bianco della Copa João Havelange nel 2000, che quell'anno sostituì il Campeonato Brasileiro Série A.

## Palmarès

### Competizioni statali
- Campeonato Paulista Série A2: 1

1997
- Campeonato Paulista Série A3: 1

1996
- Campeonato Paulista Segunda Divisão: 2

1995, 2013